# Party Your Body
| Críticas profissionais | Críticas profissionais |
| Avaliações da crítica  | Avaliações da crítica  |
| Fonte                  | Avaliação              |
| ---------------------- | ---------------------- |
| allmusic               | [ 1 ]                  |

Party Your Body é o álbum de estreia do cantor Stevie B, lançado em 27 de feveiro de 1988 pela gravadora LMR Records. O álbum conseguiu a posição #78 na Billboard 200 e foi certificado Ouro nos Estados Unidos em 1990.
O álbum contém três singles, o primeiro deles, "Party Your Body" foi um grande sucesso nos clubes, o segundo single "Dreamin' of Love" foi a primeira canção lançada por ele a ter um videoclipe, e também a primeira a entrar na Billboard Hot 100, na  posição #80. O terceiro single "Spring Love", foi a canção de maior sucesso do álbum, entrando no Top 10 da parada dance e também ficou próximo de entrar no Top 40 da Billboard Hot 100.

## Faixas
| N.º | Título                     | Duração |  |
| 1.  | "Party Your Body"          | 4:29    |  |
| 2.  | "I Need You"               | 5:05    |  |
| 3.  | "Stop the Love"            | 4:56    |  |
| 4.  | "Day N' Night"             | 5:01    |  |
| 5.  | "Dreamin' of Love"         | 4:07    |  |
| 6.  | "No More Tears"            | 6:00    |  |
| 7.  | "Spring Love"              | 5:03    |  |
| 8.  | "Baby I'm a Fool for Love" | 4:49    |  |

Faixa Bônus
| N.º | Título                                    | Duração |  |
| 9.  | "Dreamin' of Love" (Bonus "Extended" Mix) | 5:01    |  |

## Posições nas paradas musicais
| Parada musical (1988)          | Melhor posição |
| ------------------------------ | -------------- |
| Estados Unidos (Billboard 200) | 78             |
| Estados Unidos (R&B Albums)    | 63             |

## Certificações
| Estados Unidos (RIAA)                     | Ouro | 10 de outubro de 1990 | 500.000* |
| *número de vendas baseado na certificação |      |                       |          |